# 8145 Valujki
8145 Valujki este un asteroid din centura principală de asteroizi.

## Descriere
8145 Valujki este un asteroid din centura principală de asteroizi. A fost descoperit pe 5 septembrie 1983 la Observatorul de Astrofizică din Crimeea de Liudmila Juravliova. El prezintă o orbită caracterizată de o semiaxă mare de 2,76 ua, o excentricitate de 0,24 și o înclinație de 8,8° în raport cu ecliptica.